# Bruno Aragosti
Bruno Aragosti (Borgo Val di Taro, 3 giugno 1924 – Borgo Val di Taro, 30 maggio 2014) è stato un musicista e arrangiatore italiano.

## Biografia
Pianista, compositore e arrangiatore, diplomato al Conservatorio Arrigo Boito di Parma, in pianoforte, canto corale e direzione di coro.

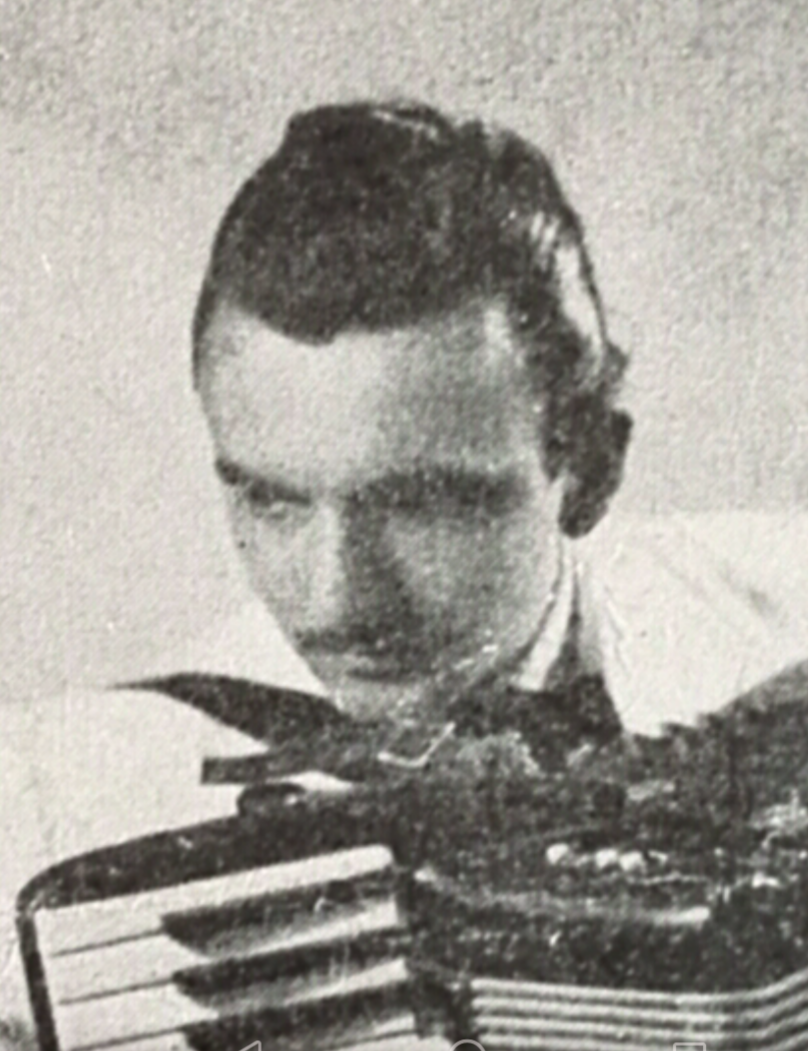
Aragosti alla fisarmonica agli inizi della carriera

Aragosti inizia a suonare la fisarmonica in tenerissima età e a frequentare la Banda come “ascoltatore senza strumento”, prendendo le prime lezioni di solfeggio e pianoforte all'età di otto anni. Viene scritturato come fisarmonicista, all'età di quattordici anni, dal maestro Carlo Zeme nella sua orchestra, che si esibisce a Torino nei locali da ballo e all'EIAR. L'anno dopo l'orchestra Zeme si trasferisce a Roma; Aragosti rimane con loro fino al 1942 e lì può collaborare con musicisti del calibro di Armando Trovajoli, Giovanni Fassino e Mario Gangi.
Con l'incalzare della guerra torna a casa, a Borgotaro, dove approfondisce gli studi di pianoforte fino al 1947, quando riprende a suonare in pubblico, prima a La Spezia, poi a Viareggio, con l'incarico di organizzare una formazione che oltre a lui alla fisarmonica comprende, tra gli altri, Piero Umiliani al pianoforte e Henghel Gualdi al sax tenore. In quegli anni suona con alcuni dei nomi più importanti del jazz internazionale, tra cui Bill Coleman, Chet Baker, Franco Cerri e Gil Cuppini. Nello stesso anno è impegnato in una serie di concerti in duo con il cugino fisarmonicista Tony Murena, in Italia per la prima volta.
Nel 1948, con Livio Mangiacavalli, fonda l'orchestra Liviero-Aragosti, che si esibisce in diverse città europee riscuotendo grande successo. Nell'estate 1960 forma un complesso di cui fanno parte, oltre allo stesso Aragosti al piano, Tano Gusmani alla chitarra elettrica; Nunzio Jurilli al sassofono tenore; Renzo Bergonzi alla batteria e un giovanissimo Pino Presti (che sarebbe diventato poi un nome illustre della musica italiana) cantante-bassista della formazione. Dagli anni settanta ha partecipato a diverse formazioni jazz, dove si sono alternati tra i più importanti nomi della scena nazionale e internazionale: Carlo Milano, Gianni Basso, Emilio Soana, Leandro Prete, Tony Scott, Glauco Masetti, Bob Braye, Rudy Migliardi, Tullio De Piscopo, Gil Cuppini.
Nel 2006 ha ricevuto il premio alla carriera della Provincia di Parma e lo speciale riconoscimento del "Cantaborgo 2006".